# Krzywica
Krzywica (z gr. Rachitis, ραχίτις – dosłownie zapalenie kręgosłupa), znana także jako rachityzm lub choroba angielska – choroba występująca u dzieci, najczęściej pomiędzy 3 miesiącem a 2. rokiem życia dziecka, związana z zaburzeniami gospodarki wapniowo-fosforowej, spowodowana najczęściej niedoborem witaminy D. Powoduje zmiany w układzie kostnym i zaburzenia rozwojowe.

## Historia
Na podstawie opisów znalezionych w manuskryptach i z prac archeologicznych można przypuszczać, że zmiany kostno-szkieletowe, które mogły być wywołane krzywicą występowały już w starożytności.
Średniowieczne opisy objawów krzywicy pochodzą z XV wieku, co wiadomo z informacji zawartych w późniejszych źródłach pisanych.

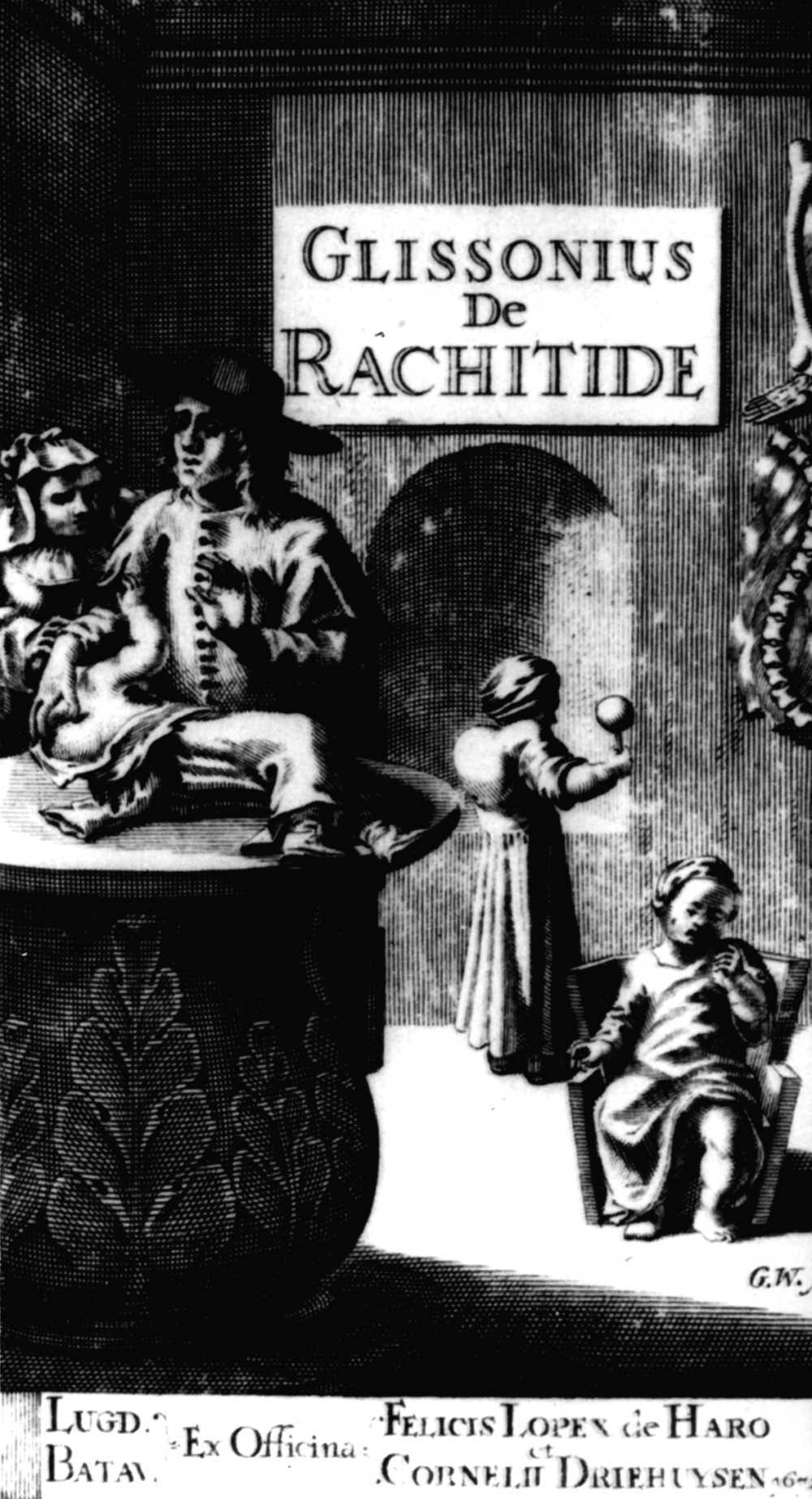
Strona tytułowa książki Glissona De Rachitide

Po raz pierwszy szerszy opis choroby powodującej deformacje szkieletu podał Daniel Whistler w 1645 roku
w swojej pracy naukowej przedstawionej na uniwersytecie w Leyden pt. De morbo puerili Anglorum, quem patrio idiomate indigenae vocant „the rickets”. Pięć lat później została opublikowana książka Francisa Glissona pt. De Rachitide sive morbo puerili qui vulgo the Rickets dicitur przedstawił pełny obraz kliniczny. W 1651 roku książka została przetłumaczona na angielski, co wskazuje na zainteresowanie krzywicą w tym okresie w Anglii. Następne dwa stulecia nie przyniosły nowych odkryć i doniesień dotyczącej tej choroby.
Zachorowania na krzywicę przybrały rozmiary epidemiczne w XIX-wiecznej Anglii i niektórych innych krajach na północy Europy, gdzie niewielkie nasłonecznienie oraz warunki życia w zadymionych, przemysłowych miastach leżały u podstaw tego zjawiska. Stąd też wywodzi się historyczna nazwa krzywicy – choroba angielska.
Na podstawie obserwacji ustalono, że krzywicę da się leczyć tranem i przez wiele lat stosowano go jako tradycyjne remedium. W 1824 roku tran po raz pierwszy zastosowano w lecznictwie. Jednak nie było wiadomo czy lecznicze działanie zależy od, występującej w tranie, witaminy A, czy od innego nieznanego czynnika. W 1906 roku Frederick Hopkins postulował, że składniki pożywienia mają profilaktyczne działanie przeciw szkorbutowi i krzywicy.
W XIX i na początku XX wieku zaczęto sobie zdawać sprawę, że zmniejszona ekspozycja na światło słoneczne przyczynia się do powstawania tej choroby, a naświetlanie światłem, które zawiera promieniowanie ultrafioletowe, może stanowić metodę terapeutyczną. W roku 1861 Trousseau opublikował prace w której pisał, że krzywica zależy od niedoborów pokarmowych i nasłonecznienia. W roku 1892 angielski badacz Theobald Palm odkrył zależność między geograficznym występowaniem krzywicy i ilością światła słonecznego w tym rejonie. W 1919 roku Kurt Huldschinsky zastosował helioterapię z wykorzystaniem sztucznego źródła promieniowania UV w leczeniu krzywicy.

W pierwszych dekadach XX wieku odkryto, że działanie przeciwdziałające krzywicy ma odmienny od witaminy A rozpuszczalny w tłuszczach czynnik nazwany witaminą D. W 1924 roku, Hess i Weinstock oraz Steenbock dowiedli, że ekspozycja niektórych produktów na promieniowanie ultrafioletowe nadaje im właściwości przeciwkrzywicze.

Ważne odkrycia dokonane m.in. przez laureata Nagrody Nobla Adolfa Windausa pozwoliły odkryć naturę chemiczną grupy pokrewnych związków steroidowych, które okazały się witaminą D. Poszerzenie wiedzy na temat witaminy D i etiopatologii krzywicy doprowadziło w XX wieku do wypracowania metod zapobiegania i leczenia tej choroby.
Pod koniec XX i na początku XXI wieku krzywica spotykana jest zupełnie wyjątkowo w krajach rozwiniętych, natomiast występuje jeszcze często w zubożałych krajach Trzeciego Świata.

## Przyczyny

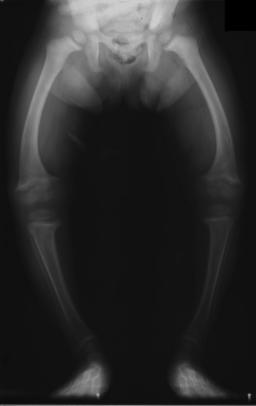
Zdjęcie rentgenowskie nóg 2-letniego dziecka z krzywicą

Podstawową przyczyną krzywicy jest niedobór witaminy D (hipo- lub awitaminoza). Najczęściej spowodowany jest on niedostateczną ekspozycją na ultrafioletowe pasmo światła słonecznego i niedobory pokarmowe.

## Objawy
Pierwsze objawy choroby to utrata łaknienia, drażliwość, wzmożone pocenie się, skłonność do zaparć, niepokój, czasami charakterystyczny zapach moczu.
Inne objawy krzywicy:
- napady drgawek związane z hipokalcemią,
- tężyczka,
- rozmiękanie kości potylicy (łac. craniotabes),
- bruzda Harrisona,
- skolioza,
- pogłębienie kifozy odcinka piersiowego i lordozy odcinka lędźwiowego kręgosłupa,
- pogrubienie przynasad kości długich (bransolety krzywicze),
- kwadratowa czaszka (łac. caput quadratum) – 2 guzy czołowe + 2 rogi potyliczne tworzą kwadrat,
- opóźnione zarastanie ciemiączka
- różaniec krzywiczy,
- klatka piersiowa ptasia,
- klatka piersiowa lejkowata,
- koślawość lub szpotawość kolan,
- płaskostopie,
- zniekształcenie kości miednicy,
- opóźnione ząbkowanie, nieprawidłowe wykształcenie koron zębów, odwapnienie koron
- osłabienie napięcia mięśni, żabi brzuch
- trudności w utrzymaniu głowy w pozycji pionowej,
- opóźnienie wzrostu,
- opóźnienie rozwoju psychomotorycznego,
- upośledzenie odporności,
- niedokrwistość,
- łysienie u osób z mutacją receptora witaminy D (krzywica witamino-D-oporna)[13][14]. Niedobór witaminy D nie jest odpowiedzialny za łysienie – przyczyną jest nieprawidłowy receptor witaminy D w keratynocytach, który jest odpowiedzialny za prawidłowy cykl wzrostu włosów[15].

## Badania laboratoryjne
W badaniach laboratoryjnych stwierdza się w surowicy krwi podwyższone stężenie fosfatazy alkalicznej i spadek fosforanów przy prawidłowym lub nieznacznie obniżonym poziomie wapnia.

## Profilaktyka
Przy właściwej opiece pediatrycznej krzywica jest bardzo rzadka w krajach rozwiniętych. Ważne jest zapobieganie polegające na podawaniu doustnie preparatów witaminy D3.

## Klasyfikacja ICD10
| kod ICD10     | nazwa choroby                     |
| ------------- | --------------------------------- |
| ICD-10: E55   | Niedobór witaminy D               |
| ICD-10: E55.0 | Krzywica, czynna                  |
| ICD-10: E55.9 | Niedobór witaminy D, nieokreślony |